# Kanton Trun
Der Kanton Trun war von 1790 bis 2015 ein französischer Wahlkreis im Arrondissement Argentan, im Département Orne und in der Region Basse-Normandie; sein Hauptort war Trun. Der Kanton war 183,51 km² groß und hatte 5.428 Einwohner (Stand 1999). Er lag im Mittel auf 138 Meter über dem Meeresspiegel, zwischen 62 m in Merri und 269 m in Écorches. 

## Gemeinden
Der Kanton bestand aus 22 Gemeinden:
| Gemeinde                  | Einwohner Jahr | Fläche km² | Bevölkerungsdichte | Code INSEE | Postleitzahl |
| ------------------------- | -------------- | ---------- | ------------------ | ---------- | ------------ |
| Aubry-en-Exmes            | 309 (2013)     | –          | – Einw./km²        | 61009      | 61160        |
| Bailleul                  | 617 (2013)     | –          | – Einw./km²        | 61023      | 61160        |
| Brieux                    | 83 (2013)      | –          | – Einw./km²        | 61062      | 61160        |
| Chambois                  | 417 (2013)     | –          | – Einw./km²        | 61083      | 61160        |
| Coudehard                 | 88 (2013)      | –          | – Einw./km²        | 61120      | 61160        |
| Coulonces                 | 213 (2013)     | –          | – Einw./km²        | 61123      | 61160        |
| Écorches                  | 89 (2013)      | –          | – Einw./km²        | 61152      | 61160        |
| Fontaine-les-Bassets      | 109 (2013)     | –          | – Einw./km²        | 61171      | 61160        |
| Guêprei                   | 155 (2013)     | –          | – Einw./km²        | 61197      | 61160        |
| Louvières-en-Auge         | 76 (2013)      | –          | – Einw./km²        | 61238      | 61160        |
| Merri                     | 168 (2013)     | –          | – Einw./km²        | 61276      | 61160        |
| Montabard                 | 295 (2013)     | –          | – Einw./km²        | 61283      | 61160        |
| Mont-Ormel                | 58 (2013)      | –          | – Einw./km²        | 61289      | 61160        |
| Montreuil-la-Cambe        | 83 (2013)      | –          | – Einw./km²        | 61291      | 61160        |
| Neauphe-sur-Dive          | 140 (2013)     | –          | – Einw./km²        | 61302      | 61160        |
| Nécy                      | 522 (2013)     | –          | – Einw./km²        | 61303      | 61160        |
| Ommoy                     | 121 (2013)     | –          | – Einw./km²        | 61316      | 61160        |
| Saint-Gervais-des-Sablons | 70 (2013)      | –          | – Einw./km²        | 61399      | 61160        |
| Saint-Lambert-sur-Dive    | 148 (2013)     | –          | – Einw./km²        | 61413      | 61160        |
| Tournai-sur-Dive          | 314 (2013)     | –          | – Einw./km²        | 61490      | 61160        |
| Trun                      | 1.323 (2013)   | –          | – Einw./km²        | 61494      | 61160        |
| Villedieu-lès-Bailleul    | 218 (2013)     | –          | – Einw./km²        | 61505      | 61160        |

## Bevölkerungsentwicklung
| 1962  | 1968  | 1975  | 1982  | 1990  | 1999  | 2006  |
| ----- | ----- | ----- | ----- | ----- | ----- | ----- |
| 5.408 | 5.872 | 5.514 | 5.328 | 5.313 | 5.428 | 5.550 |